# National Highway 22

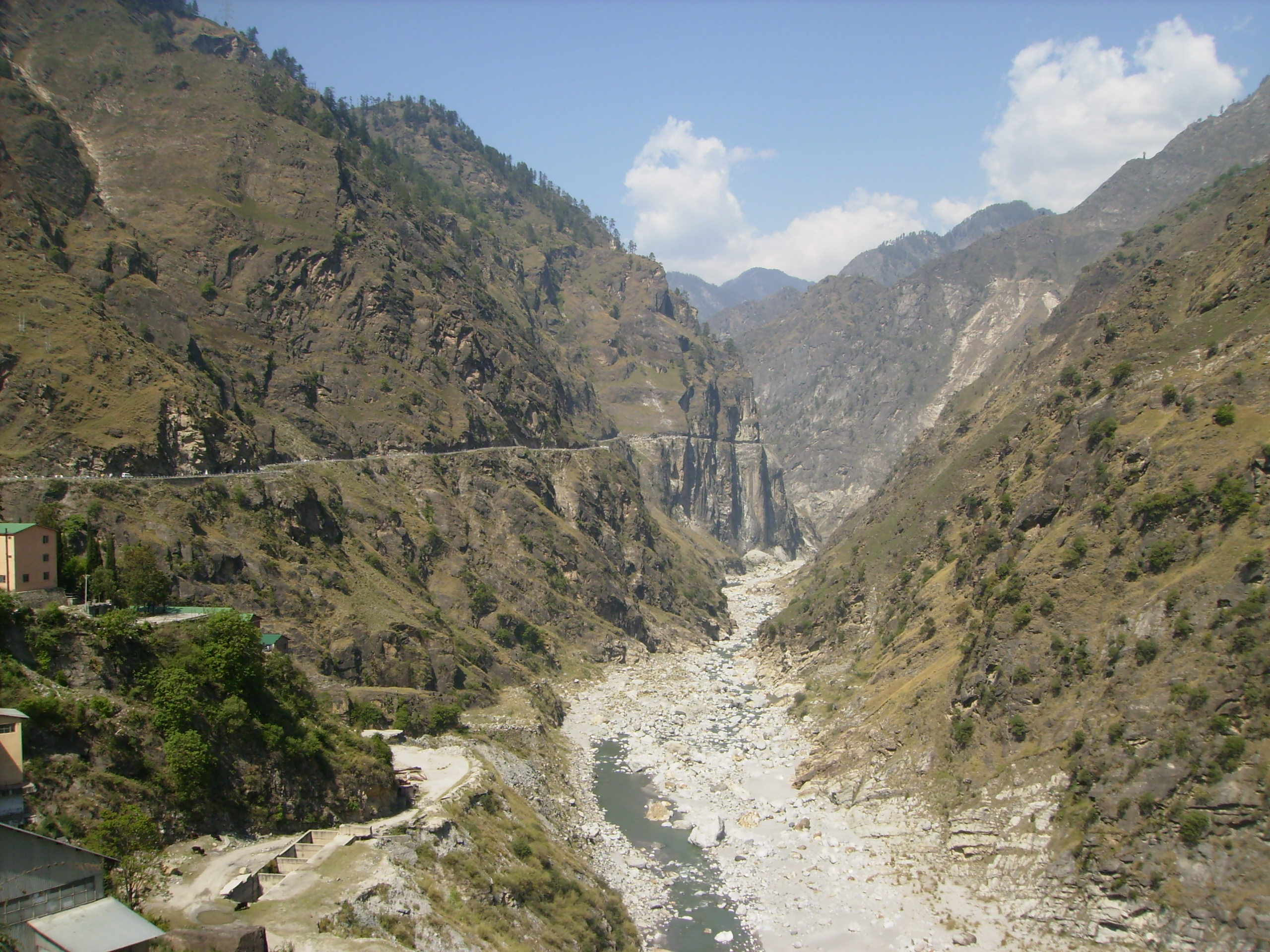
National Highway 22 (NH 22), auch Hindustan-Tibet-Straße genannt, im Himalaya oberhalb des Satluj-Flusses im Kinnaur-Bezirk des Bundesstaates Himachal Pradesh.

National Highway 22 (NH 22), auch Hindustan-Tibet-Straße genannt, ist eine Hauptfernstraße im Nordwesten des Staates Indien mit einer Länge von 459 Kilometern. Sie beginnt in Ambala im Bundesstaat Haryana am NH 1 und führt nach 5 km durch diesen Bundesstaat weitere 31 km durch den benachbarten Bundesstaat Punjab und verläuft dabei unweit des Unionsterritoriums Chandigarh. Anschließend führt sie erneut für 25 km durch Haryana, bevor sie die Grenze zum Bundesstaat Himachal Pradesh passiert, durch den sie 398 km verläuft. Dabei durchquert der hier wegen der steilen Berghänge teils sehr gefährliche NH 22 die Bundesstaats-Hauptstadt Shimla sowie Narkanda und Rampur und endet schließlich bei Khab nahe der chinesischen Grenze.